# بادي ريد
بادي ريد (بالإنجليزية: Paddy Reid)‏ هو لاعب اتحاد الرغبي أيرلندي، ولد في 17 مارس 1924 في ليمريك في جمهورية أيرلندا، وتوفي بنفس المكان في 8 يناير 2016.

## وصلات خارجية
- بادي ريد عل موقع إسبنسكروم (الإنجليزية)